# The Denationalization of Money
The Denationalization of Money är en bok av ekonomen Friedrich Hayek, publicerad 1976, i vilken han föreslog att privatbanker (och privata företag över huvud taget) skulle ha rätt att ge ut sedlar, inte bara centralbanken, det vill säga så kallad free banking. 1978 publicerade han en utökad version med titeln Denationalization of Money: The Argument Refined.

## Kritik
Milton Friedman var kritisk till Hayeks penningreformförslag. Även den amerikanske ekonomen Lawrence White var kritisk, bland annat till Hayeks antagande att den mest stabila valutan skulle vinna marknadens förtroende.